# SAR-Klasse 14C
Die Fahrzeuge der Klasse 14C der South African Railways (SAR) waren Dampflokomotiven mit der Achsfolge 2'D1' (Mountain). Die Montreal Locomotive Works lieferten 73 Exemplare zwischen 1918 und 1922.
Die Maschinen wurden wegen einer kriegsbedingten Lokomotivknappheit bestellt. Sie entsprachen in ihren Triebwerks- und Treibradabmessungen sowie dem Kesseldruck weitgehend der vor und zu Beginn des Krieges in England gebauten Klasse 14 und hatten deshalb rechnerisch die gleiche Zugkraft. Es waren jedoch amerikanische Konstruktionen mit Barrenrahmen, hochliegendem Umlauf und weiteren typisch nordamerikanischen Komponenten. 

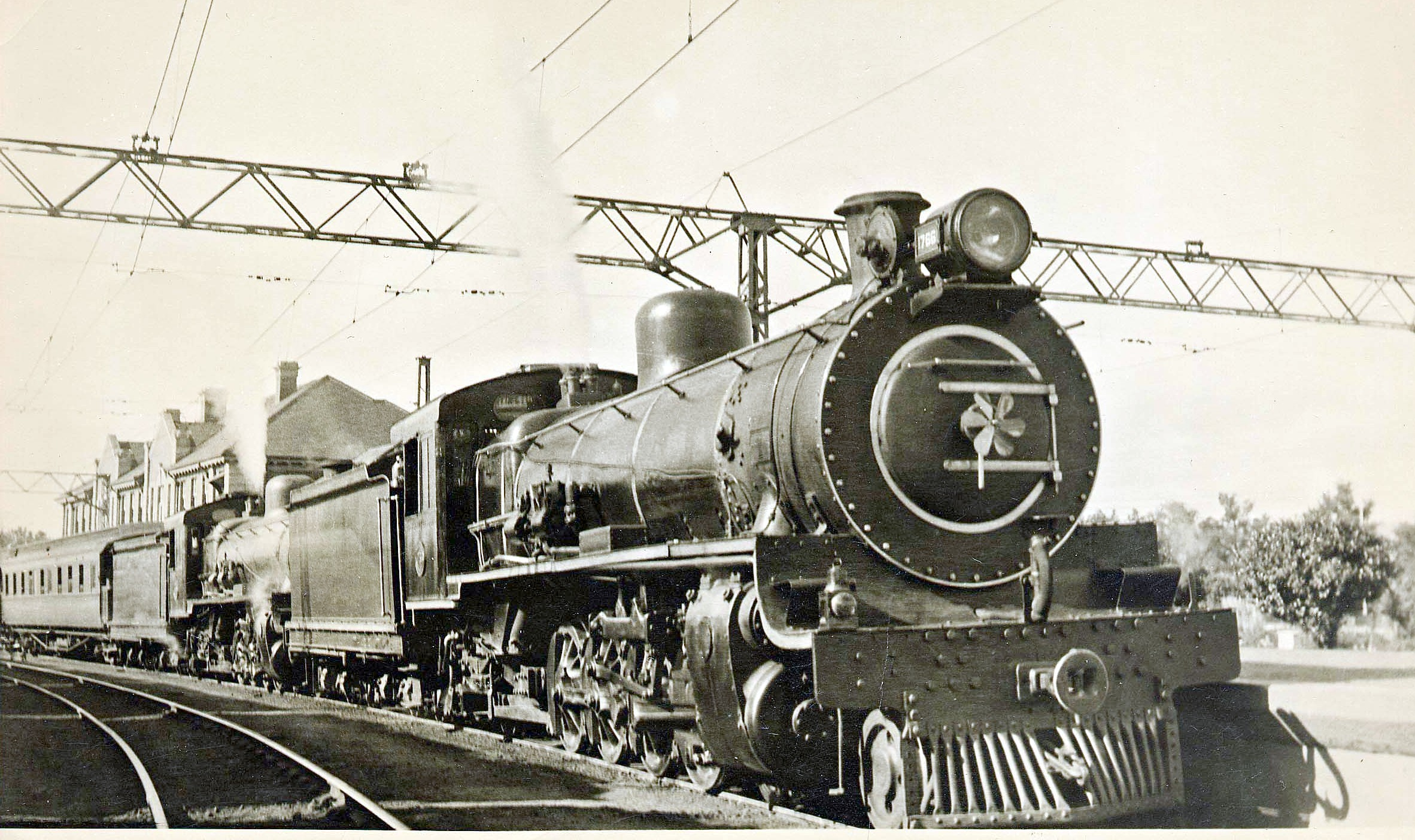
Erste Ausführung Klasse 14C, Nr. 1766, gebaut mit Belpaire-Stehkessel, circa 1930

Nach der Beseitigung einiger Kinderkrankheiten erwiesen sich die Lokomotiven als sehr brauchbar, und sie wurden im gemischten Dienst bis in die 1980er Jahre eingesetzt, hauptsächlich in der Kapprovinz und dem Gebiet der Transkei. Einige Exemplare fuhren auch Natal und in Ost-Transvaal. Haupteinsatzgebiete waren u. a. der Schiebedienst auf der schwierigen Hex River Pass Strecke zwischen De Doorns und Matroosberg, Bedienung der Strecke Voorbaai-Worcester, schwerer Rangierdienst in Bereich um Kapstadt und dort auch Beförderung von Nahgüterzügen. Im Bereich des Ostkaps galt der Vorortpersonenverkehr um East London für viele Jahre als Domäne dieser Baureihe.
In den 1930er Jahren erhielten einige Exemplare veränderte Ausgleichsgewichte um die Belastung der Gleise bei höheren Geschwindigkeiten zu reduzieren. Sie erhielten die Klassenbezeichnung 14CB. Das B steht dabei für branch line – die Belastung der Gleise fiel auf Nebenstrecken mit schwächerem Oberbau stärker ins Gewicht. 

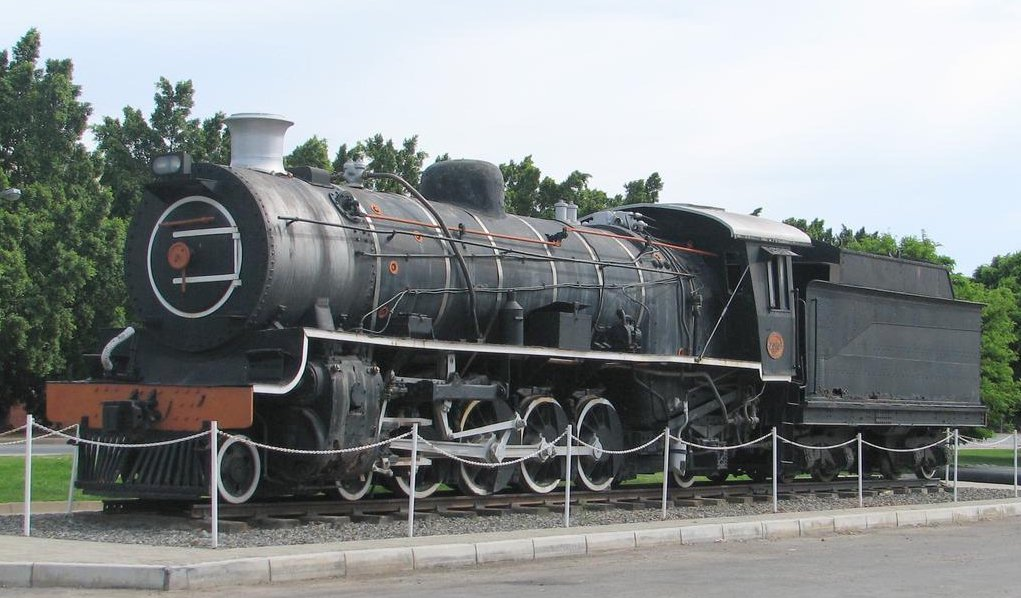
Klasse 14CRB Nr. 2010 als Denkmallok in Ashton

Alle Lokomotiven wurden im Laufe ihrer Einsatzzeit mit neuen Standardkesseln (SAR-Bezeichnung: "standard No. 2 boiler") ausgerüstet. Dabei wurde die Klassenbezeichnung von 14C auf 14CRM (R wie reboilered, M wie main line) und von 14CB auf 14CRB geändert. Im Rahmen des Umbaus erhielten die Lokomotiven auch neue Führerhäuser mit der für die SAR typischen nach vorne geneigten Stirnseite. Optisch waren beide Varianten – 14CRB und 14CRM – jedoch kaum voneinander unterscheidbar.
Mindestens zwei Exemplare sind erhalten geblieben, Nr. 1761 und Nr. 2010 (siehe Bild), letztere steht in Ashton an der Strecke Voorbaai-Worcester, einer der ehemaligen Stammstrecken dieser Baureihe.